# Thomas Benjamin Davis
Thomas Benjamin Frederick Davis (* 25. April 1867 in Havre des Pas, Saint Helier, Jersey; † 27. September 1942 in Durban, Südafrika) war ein wohlhabender britischer Geschäftsmann, Regattasegler und Philanthrop.

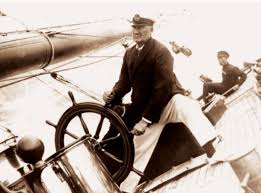
TB Davis, Eigner und Kapitän der Westward in Cowes, Ende der 1920er Jahre

## Leben
Thomas Benjamin Davis wurde am 25. April 1867 auf der Kanalinsel Jersey, als Sohn von Thomas Leopold Davis, einem Fischer und Schiffszimmermann, und Jemima Vickers geboren.
Die Familie Davis lebte in Havre des Pas, wo es in den 1860er Jahren eine starke Bootsbauindustrie gab. TB Davis wurde an der „St. Luke’s Elementary School“ unterrichtet. Seine Eltern hatten Mühe, die zwei Pence pro Woche zu verdienen, die sie als Beitrag zu seiner Ausbildung zahlen mussten. TB Davis absolvierte keine höhere Ausbildung, sondern fuhr stattdessen als Schiffsjunge im Alter von 15 Jahren auf dem Schiff Satellite zur See, einem 245 Tonnen schweren Dreimastschoner, der der Reederei „R & George Allix“ aus Havre des Pas, Jersey, gehörte, registriert war das Schiff in Guernsey.

## Seefahrtszeit
Auf seiner ersten Reise strandete das Schiff bei schwerem Wetter auf den Haisborough Sands direkt vor der Küste von Norfolk. Bei dem Versuch, die Papiere und Wertsachen des Schiffes zu retten, wurde TB Davis in das Beiboot des Schiffes gesetzt, doch das Verbindungtau zur Satellite brach und er wurde vom Schiff weggetrieben. Allein und treibend konnte er sich durch ständiges auspützen über Wasser halten. In der Zwischenzeit wurde die Satellite schließlich wieder flott gemacht und segelte zurück nach Southampton mit der Nachricht, dass TB Davis vermisst wurde und vermutlich ertrunken war. Er wurde gerettet, als er etwa 19 bis 36 Stunden später von einem kleinen norwegischen Schoner, der Urda aus Stavanger gerettet wurde, der ihn zur Isle of Wight brachte. Als er in England an Land ging, machte er sich auf den Weg nach Southampton, und der Kapitän des Postschiffs der Kanalinseln brachte ihn zurück nach Jersey. Er kam gerade an, als seine Familie zu seinem Gedenkgottesdienst in der St. Luke’s Church aufbrechen wollte, wo er Mitglied des Chores gewesen war. Es wurde berichtet, dass seine Mutter vor Schock ohnmächtig wurde.
TB Davis setzte seine Seefahrerkarriere fort, segelte als Seemann um die Welt und erhielt im ungewöhnlich jungen Alter von 25 Jahren sein Kapitänspatent. Er diente zwischen 1896 und 1899 in der Royal Naval Reserve und unterrichtete die Matrosen im Schießen auf dem Schiff The President.

## Vermögen
Im Jahr 1899 zog TB Davis im Alter von 32 Jahren in die Kapkolonie, zunächst nach East London, wo er eine Stelle als Stauer annahm. Anschließend ging er nach Port Elizabeth und ließ sich schließlich in Durban nieder, wo er die Firma „Brock and Company Stevedores“ übernahm. Diese Stauerei bildete die Grundlage seines Reichtums, da er schließlich das gesamte Stauereigeschäft von Port Elizabeth bis Dar-es-Salaam in Tansania kontrollierte. Er baute Hafenanlagen in Durban und anderswo in Südafrika und betrieb mindestens ein Handelsschiff, die Modwena. Sie war die Privatyacht des Nähmaschinenmagnaten Mortimer Singer (1863–1929) gewesen, wurde aber im Besitz von TB Davis für den Handel zwischen Durban und Madagaskar genutzt. Innerhalb von zehn Jahren hatte TB Davis sein Vermögen in Südafrika gemacht.

## Yacht Rennen

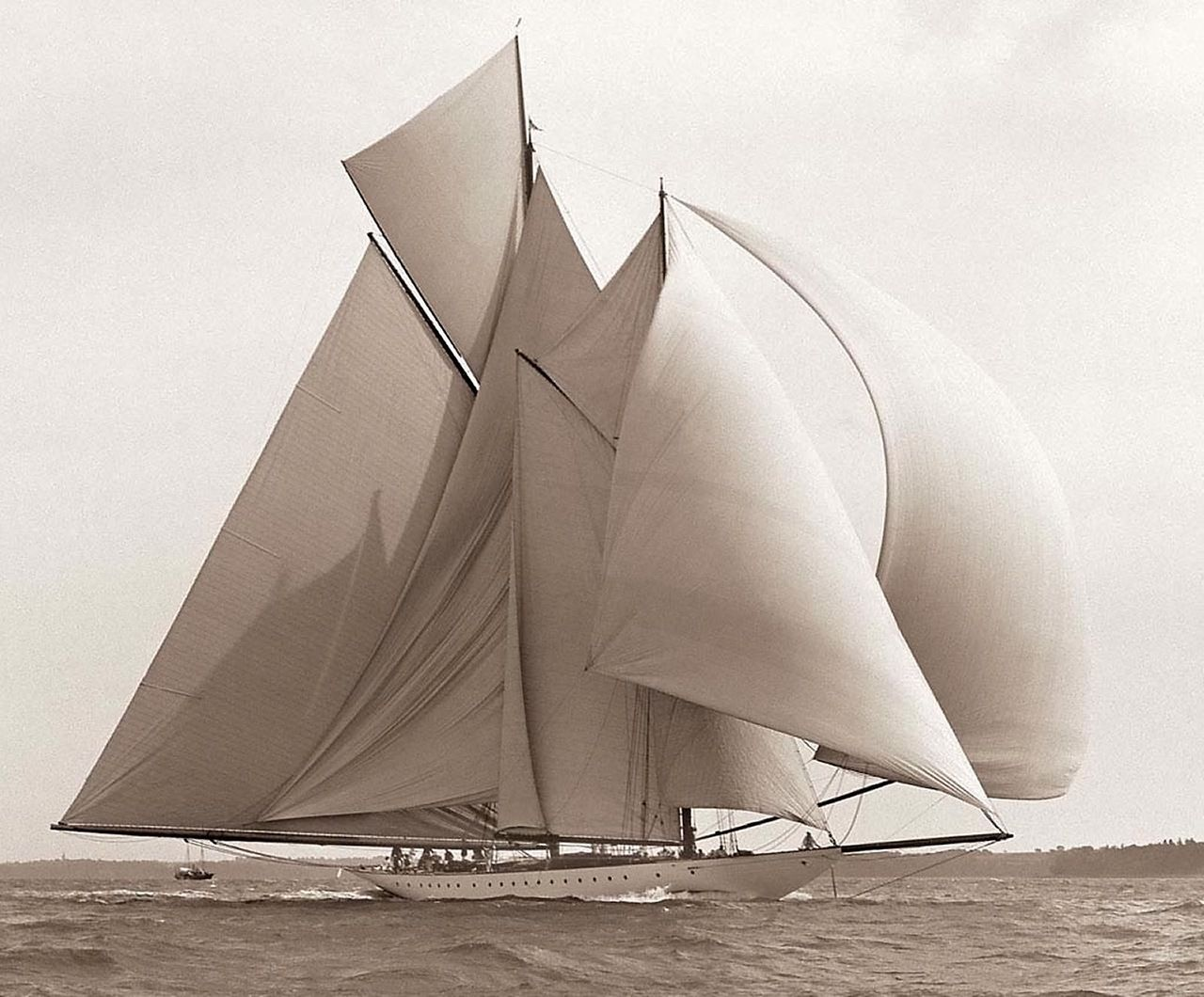
Westward unter Vollzeug vor dem Wind, 1910

TB Davis interessierte sich weiterhin für den Segelsport, nachdem er wohlhabend geworden war. Er besaß mehrere Rennyachten, von denen die berühmteste der 2-Mast-Schoner Westward der Big Class war, mit 135 Fuß LüA (41,10 m).
Der Gaffelschoner Westward wurde zwischen 1909 und 1910 von Nathanael Herreshoff (1848–1938) auf seiner Werft „Herreshoff Manufacturing Co.“ in Bristol (Rhode Island) für den New Yorker Industriellen und Regattasegler Alexander Smith Cochran (1874–1929) gebaut. Sie wurde mit einem Ganzstahlrumpf und einer Wasserlinie von 97 Fuß (29,26 m) nach der neuen Internationalen Vermessungsregel (englisch International Rule) von 1908 konstruiert und war für hohe Geschwindigkeiten konzipiert und gebaut worden. Bald nach ihrer Fertigstellung wurde sie 1913 für 100.000 US-Dollar an den Hamburgischen Verein Seefahrt (HVS) nach Deutschland verkauft, der sie in Hamburg II umbenannte. Nach dem Ersten Weltkrieg kaufte sie der extravagante Londoner Finanzier Clarence Hatry (1888–1965), der ihr den ursprünglichen Namen Westward zurückgab.
TB Davis erwarb sie im Jahr 1924 als fünfter Eigner. Zwischen 1925 und 1935 segelte TB Davis die Westward sehr erfolgreich in britischen und europäischen Gewässern gegen renommierte Gegner wie Sir Thomas Liptons 23mR Shamrock III (Baujahr 1903) und König Georg V.s Britannia (Baujahr 1893). Die Westward war in dieser Zeit ein bekannter Gast auf der Kieler Woche und der Cowes Week. Im Laufe der Jahre entwickelte sich zwischen TB Davis und König Georg V. eine heftige, aber freundschaftliche sportliche Rivalität.
Im Jahr 1936 starb König Georg V. und TB Davis gab daraufhin den Rennsport auf, hatte er doch immer erklärt, wenn die Britannia ihre Rennflagge niederholt, würde er auch nicht mehr mit Westward an den Start gehen wollen. Er ließ einen Dieselmotor in die bisher motorlose Westward einbauen und nutzte sie fortan nur noch für Kreuzfahrten. Die Yacht wurde für die Dauer des Zweiten Weltkriegs in Dartmouth aufgelegt. Nach dem Tod von TB Davis 1942 und nach Kriegsende wurde sie von den Erben drei Segelschulen angeboten, aber niemand konnte es sich im Nachkriegs-Großbritannien leisten, die Yacht angemessen zu unterhalten. Als kein geeigneter neuer Eigner für Westward gefunden werden konnte, wurde sie gemäß seiner letzten Verfügung, nachdem die beiden Masten, die gesamte Takelage und Ausrüstung sowie die Innenausstattung entfernt worden war, am 15. Juli 1947 im Hurd Deep im Ärmelkanal vor Jersey durch Sprengung versenkt.

## Philanthropie
Während seines gesamten Lebens pflegte TB Davis Verbindungen nach Jersey. Er war Schirmherr des „St. Helier Yacht Club“ und fungierte zwischen 1937 und 1939 als Kommodore des „Royal Channel Islands Yacht Club“. Er machte der Insel auch zahlreiche Geschenke.
Während des Ersten Weltkriegs blieb TB Davis in Südafrika, aber sein jüngerer Sohn, Howard Leopold Davis, diente bei der „Highland Light Infantry“. Howard wurde 1916 in der Schlacht an der Somme verwundet und starb am 12. August 1916 an seinen Verletzungen. Er ist auf dem Friedhof von Étaples in Frankreich begraben. Howards Tod veranlasste TB Davis, sich philanthropisch zu engagieren.

### Howard Davis Farm
Im Jahr 1927 kaufte Davis ein Grundstück namens „Parkfield“ in der Nähe der „Trinity Church“ auf Jersey. Im November 1927 akzeptierte die Regierung von Jersey dieses Grundstück, das aus einem Haus, Wirtschaftsgebäuden und etwa 40 Hektar Land bestand. In einer Vertragsurkunde wurde festgelegt, dass das Vermächtnis (englisch Deed of Covenant) unter der Voraussetzung erfolgte, dass es in „Howard Davis Farm“ umbenannt wird und dass es als Versuchszentrum für die Entwicklung und das Studium der Landwirtschaft sowie für die Unterweisung junger Menschen auf Jersey in dieser Wissenschaft genutzt werden und weiteren Interessenten zugänglich sein sollte.
Im Jahr 2006 berieten sich die Regierung von Jersey mit den Nachkommen von TB Davis und erwog eine teilweise Aufhebung der Vereinbarung, um die Nutzung des Geländes zu regulieren und die Vereinbarung auf den neuesten Stand zu bringen. Heute beherbergt die Farm den Hauptsitz des „Jersey Agricultural Department“ und des „Jersey Milk Marketing Board“.

### Howard College
TB Davis gründete und stiftete den „Durban-Campus“ der Universität von Natal (1910–2003) (heute: Universität von KwaZulu-Natal). Im Jahr 1926 spendete er 140.000 Pfund für das Gebäude und der Stadtrat von Durban spendete 50 Acre (20,235 ha) Land in Stella Bush. Das „Howard College“ wurde im Jahr 1931 von George Villiers, 6. Earl of Clarendon, dem Generalgouverneur der Südafrikanischen Union, offiziell eröffnet. Das College begann mit der Abhaltung von Kursen in Handel und Ingenieurwissenschaften.

### Howard Davis Challenge Cup
Im Jahr 1935 stiftete TB Davis den „Howard Davis Challenge Cup“. Vor dem Ersten Weltkrieg war sein Sohn Howard Davis ein Kadett des Schulschiffs Worcester gewesen. Der Pokal war für einen Wettbewerb zwischen den Kadetten der Ausbildungsschiffe Worcester, Conway und General Botha bestimmt. Das Rennen sollte mit zwölf Ruderbooten ausgetragen werden, wobei die Sieger den Pokal behalten sollten. Das erste und einzige Rennen fand 1935 in London statt und wurde von Worcester gewonnen, wobei General Botha den zweiten Platz erreichte.

### Howard Hall

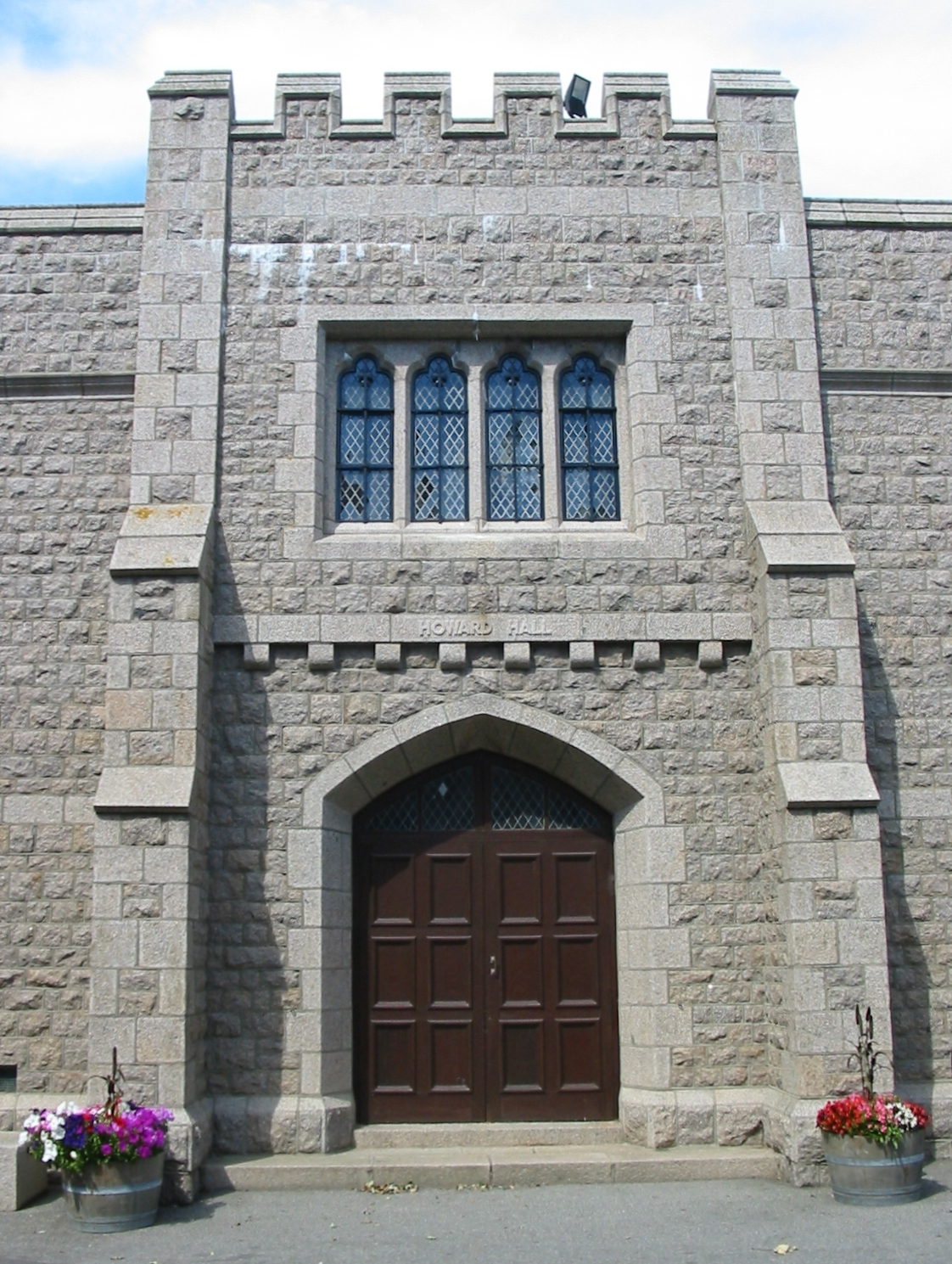
Howard Hall

Davis hatte in Jersey den „Howard Leopold Davis Scholarship Trust“ gegründet. Zu den Bestimmungen dieser Bildungsstiftung gehörte, dass sie Jungen zugutekommen sollte, die wie er eine Grundschule besucht hatten. Die Mehrheit der Jungen, die von diesem Vertrauen profitierten, gingen auf das „Victoria College“ auf Jersey, und einige gingen nach Cambridge oder Oxford. Im Jahr 1934 beschloss Davis, dass sein alter Freund John St. Helier Lander aus der Grundschulzeit in St. Luke, der inzwischen Porträtmaler war, ein Porträt von König George V. malen sollte, um an die Verleihung des Stipendiums zu erinnern. Als der Auftrag abgeschlossen war, besuchten der Künstler und TB Davis das College, um zu besprechen, wo das Porträt aufgehängt werden könnte. Als TB Davis feststellte, dass in der großen Halle des Colleges kein Platz mehr war, beschloss er, eine weitere Halle für die Schule zu bauen. Am 18. Oktober 1934 legten Davis und seine Frau den Grundstein für „Howard Hall“, heute bekannt als „Howard Davis Theatre“. Es wurde mit Granit aus Ouaisné von Jersey erbaut und passte zum gotischen Stil der älteren Gebäude des „Victoria College“. Im Inneren gab es 238 Sitzplätze, fast genauso viele Jungen wie bei der Eröffnung des Gebäudes. Die Täfelung und die Holzarbeiten bestanden aus Teakholz, und die Uhr war eine exakte Nachbildung der Uhr am Royal Greenwich Observatory. Am 23. Juli 1935 kam der Prince of Wales nach Jersey, um die Halle zu eröffnen und das Porträt von König George V. zu enthüllen.
TB Davis bestellte vier weitere Exemplare des Porträts bei John St. Helier Lander. Diese wurden dem „Howard College“ in Durban, dem „Canada House“, dem „Australia House“ (heute im „ Australischen Parlament“ aufgehängt) und dem „New Zealand House“ übergeben (heute in der Sammlung des „Museum of New Zealand Te Papa Tongarewa“). Der Künstler John St Helier Lander war stolz auf die Tatsache, dass alle fünf Porträts des Königs von dem königlichen Prinzen enthüllt wurden, eine Ehre, die so noch nie zuvor einem Porträtmaler zuteilwurde.

### Howard Davis Park
Dieses ursprünglich „Plaisance“ genannte Anwesen umfasste ein riesiges Herrenhaus auf Jersey, das von einem 10 Acre (40,47 ha) großen Grundstück umgeben war, und war die Heimat von Sir Bertram Falle. Es wurde im Jahr 1937 für 25.000 Pfund angeboten. Damals suchte TB Davis nach einem geeigneten Standort für die Errichtung einer Statue von König George V. Er kaufte das Gelände und beauftragte J. A. Colledge, einen berühmten Landschaftsgärtner, mit der Anlage des Geländes in Form eines Parks. Anfang 1938 begann man mit der Landschaftsgestaltung des Parks. Im August 1939 waren die Arbeiten so weit fortgeschritten, dass beschlossen wurde, alles für eine baldige öffentliche Eröffnung des Parks vorzubereiten. Der Park wurde im September 1939 offiziell als Geschenk an die Bevölkerung von Jersey übergeben. Eine Statue von König George V. von William Reid Dick (1878–1961) wurde im Haupteingang aufgestellt und der Fahnenmast wurde aus dem Spinnakerbaum der Yacht Westward von TB Davis gefertigt. Auf dem Gelände wurde auch eine Gedenkhalle eingerichtet.
Wenige Wochen nach der Übergabe wurde der Zweite Weltkrieg erklärt und anschließend besetzten deutsche Truppen die Insel Jersey. Trotzdem überstanden die Statue von König Georg V. und der Park selbst die fünf langen Jahre der Besatzung praktisch unbeschadet. Während der Kriegsjahre wurde das Gebiet zum Gemüseanbau für die Bedürftigen der Insel genutzt. Viele der Bäume im Park wurden gefällt, um Brennholz zum Kochen und Heizen zu gewinnen.
Die „Howard Davis Hall“, wie sie heute genannt wird, war der ursprüngliche Billardraum des Plaisance-Anwesens. In der Halle hängen Gemälde von Howard Leopold Davis, TB Davis, seiner Frau Minnie und seiner Schwester sowie ein Gemälde der berühmten Yacht Westward unter vollen Segeln.

### Wohltätigkeitsarbeit
Davis spendete außerdem ein Rettungsboot für die „Royal National Lifeboat Institution“ für 3.623 Pfund. Es erhielt den Namen „Howard D“ und war das erste motorisierte Rettungsboot, das in St. Helier, Jersey, stationiert war. Das Boot kam im August 1936 am Bahnhof St. Helier an.
Davis setzte sein ganzes Leben lang philanthropische Taten fort. Im Januar 1940 spendete er 100.000 Pfund, um den „Howard Davis War Fund“ zu gründen, um Soldaten und ihre Angehörigen zu unterstützen, die während des Zweiten Weltkriegs außerhalb Südafrikas gedient hatten.

### General Botha Memorial Training Ship
Im Jahr 1920 kaufte TB Davis die H.M.S. Thames, einen 4.050 Tonnen schwerer ehemaligen Segelkreuzer der Royal Navy aus dem Jahr 1886, und schenkte ihn im Gedenken an seinen Sohn im darauffolgenden Jahr der südafrikanischen Nation zum Einsatz als Trainingsschiff der Handelsmarine. Es wurde in Kapstadt umgebaut und in Erinnerung an General Louis Botha in General Botha Memorial Training Ship umbenannt und am 1. April 1922 von Issie Smuts, der Frau des Premierministers, getauft. Mit der Bereitstellung des Schiffes wollte TB Davis die Ausbildung zur See und die Liebe zum Meer bei jungen englisch- und niederländischsprachigen Südafrikanern fördern. Es war das erste Schulschiff auf der Südhalbkugel. Die General Botha wurde 1942 an Land wieder aufgebaut und 1947 versenkt. Die Wurzeln der südafrikanischen Marine gehen auf TB Davis Förderung der kaufmännischen Seeausbildung zurück.

## Familie
Er heiratete Minnie Gertrude Glenham Bagg und hatte zwei Söhne Howard (1916) und Glenham und zwei Töchter Marguerite und Minnie. Thomas Benjamin Frederick Davis starb am 27. September 1942 in Durban mit 75 Jahren.